# Buck-O-Nine
Buck-O-Nine ist eine Ska-Punk-Band, die 1991 in San Diego (Kalifornien, USA) gegründet wurde.

## Bandgeschichte
Die Musiker, die 1991 die Band Buck-O-Nine gründeten, hatten ganz verschiedene musikalische Backgrounds, wie Punk, Metal, Reggae und Ska. Dies wirkte sich auch auf die Musik der Gruppe aus, die sich nicht dem damals vorherrschenden Grunge, sondern einer eigenen Stilart des Ska widmen wollte. Vorbilder für ihre Musik waren The Mighty Mighty Bosstones, Operation Ivy und die Voodoo Glow Skulls.
Nach einem ersten Demo-Tape 1992 und dem Debütalbum "Songs in the Key of Bree" (1994) verpflichtete sie das Label "Immune Records", bei dem sie einen Vertrag über zwei Jahre unterschrieben. Nach Ablauf dieser Zeit wechselten sie zu "Taang! Records", dem Label, bei dem auch die "Mighty Mighty Bosstones" einen Vertrag hatten.
Nach dem Album "Barfly" (1995) folgte eine Zeit der Tourneen, die die Band bis nach Japan brachten. Die Band wurde häufiger im Radio gespielt und bekam auf diese Weise einen Vertrag bei einem größeren Label: "TVT Records". 1997 veröffentlichten sie dort mit "28 Teeth" ihr drittes Album.
Die Zeit bis 1999 war von einigen Wechseln in der Besetzung geprägt. Darüber hinaus ließ "TVT Records" die Band nach dem vierten Album "Libido" (1999) wieder fallen. Die Band brachte deswegen ihr nächstes Album "Hellos and Goodbyes" (ebenfalls 1999) auf dem Label ihres Sängers, Jon Pebsworth, heraus.
Seit dem sechsten Album "On A Mission" von 2001 konzentriert sich die Band auf Live-Auftritte rund um den Globus, aber vor allem in den USA.
Anfang 2007 begann die Band mit der Aufnahme eines neuen Albums das im selben Sommer unter dem Titel "Sustain" erschien.

## Diskografie

### Alben
- 1994: Songs in the Key of Bree (Immune Records)
- 1995: Barfly (Taang! Records)
- 1997: 28 Teeth (TVT Records)
- 1999: Libido (TVT Records)
- 1999: Hellos and Goodbyes (Offramp Records)
- 2001: On A Mission (Moon Ska Europe)
- 2007: Sustain (Asian Man Records)
- 2019: Fun Day Mental

### Singles und EPs
- 1996: Water in My Head – EP (Taang! Records)
- 1997: My Town – Single (TVT Records)
- 1998: Pass the Dutchie – EP (TVT Records)